# 모르드개

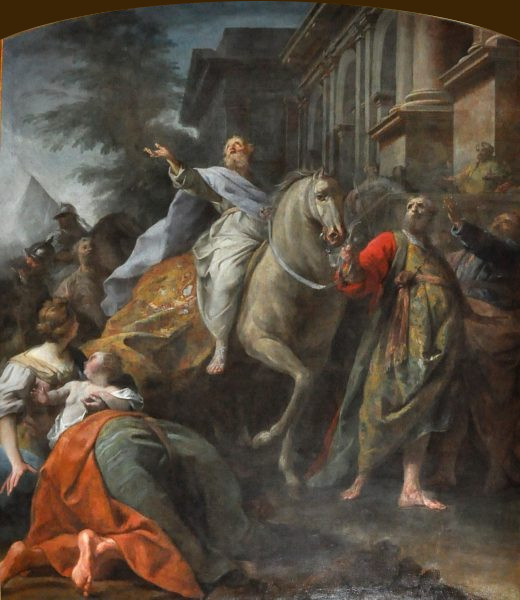

모르드개(히브리어: מָרְדֳּכַי)는 구약성경의 등장 인물이다. 에스델기에서 에스델의 사촌으로 나오며, 아하수에루스 황제 다음가는 사람이 되었다. 유대인에 큰 존경을 받았다고 한다.
히브리어 성경 에스더서에 나오는 주요 인물 중 하나이다. 그는 베냐민 지파 야일의 아들로 묘사된다. 모르드개는 아하수에로(크세르크세스 1세) 치하에서 페르시아의 여왕이 된 에스더의 사촌이자 수호자이기도 했다. 모르드개의 충성심과 용기는 에스더가 유대 민족을 멸절시키려는 왕의 고관 하만의 음모를 무너뜨리도록 도와주면서 이야기에서 강조된다.
모르드개의 행동은 왕으로부터 보상을 받고, 그는 고관으로 임명된다. 그는 유대인과 페르시아인 모두에게 존경받는 인물이 되었으며, 궁정에서 그의 영향력은 그의 백성의 이익을 증진하는 데 사용되었다. 그의 이야기는 유대인들이 적들에 대해 승리한 것을 기념하는 유대인 명절인 부림절에 기념된다.

## 성경 기록
모르드개는 페르시아(지금의 이란)의 수도인 수사(수산)에 거주했다. 그는 고아가 된 사촌 하닷사(에스더)를 입양하여(에스더 2:7) 그녀를 친딸처럼 키웠다. “젊은 처녀들”을 구했을 때, 그녀는 아하수에로 왕 앞으로 끌려가서 포로로 잡혀간 여왕 와스디를 대신하여 왕비가 되었다. 그 후, 모르드개는 왕의 시종인 빅단과 데레스가 왕을 암살하려는 음모를 알아냈다. 모르드개의 경계심으로 인해 그 음모는 좌절되었다.
아각 사람 하만은 법정에서 가장 높은 지위에 올랐다. 모든 사람이 하만 앞에 엎드려야 한다는 왕의 명령에도 불구하고 모르드개는 그렇게 하기를 거부했다. 모르드개의 거절에 화가 난 하만은 모르드개뿐 아니라 페르시아 제국 전역의 모든 유대인 포로들을 죽이기로 결심하고 왕의 허락을 받아 그의 계획을 실행에 옮겼다. 모르드개는 하만의 계략을 에스더 왕비에게 알렸고 에스더 왕비는 왕의 호의를 이용하여 계략을 뒤집었고 왕은 유대인들이 적을 죽이도록 권한을 부여했고 그들은 그대로 실행했다.
이 모든 과정에서 왕은 우연히 암살 음모를 저지한 모르드개의 공로를 기억하고 하만에게 왕을 위해 큰 봉사를 한 사람이 어떻게 존경을 받아야 하는지 물었다. 하만은 그 질문이 자기에 관한 것이라고 생각하고 대답했다. 왕은 이 조언에 따라 모르드개를 존경하고 결국 모르드개를 그의 수석 고문으로 삼았다. 하만은 모르드개를 위해 세운 교수대에 처형당했다.
부림절은 이러한 반전을 기념한다.

## 같이 보기
- 마르두크
- 이란 유대인